# Agrostis nipponensis
Agrostis nipponensis é uma espécie de gramínea do gênero Agrostis, pertencente à família Poaceae.